# Value of Children
Der Begriff Kindeswert bzw. ursprünglich engl. value of children bezeichnet in der Rational-Choice-Theorie den Nutzen von Kindern für ihre Eltern.
Nach der Theorie sozialer Produktionsfunktionen sind Kinder Zwischengüter zur Erreichung elterlicher Grundbedürfnisses nach physischem und psychischem Wohlbefinden. Demnach spielt der Wert von Kindern bei Familienplanung und bei Generationenbeziehungen eine entscheidende Rolle, insbesondere im Hinblick auf interkulturelle Unterschiede.
Im Wesentlichen wird der Wert in Nutzen und Kosten von Kindern unterteilt, wobei einzelne Dimensionen nach der sozialen Produktionsfunktionstheorie abgebildet werden.

## Nutzen
- Stimulation (Kinder machen das Leben intensiver und erfüllter)
- Komfort (Kinderarbeit, Unterstützung im Haushalt, Unterstützung im Alter)
- Status (mit Kindern von anderen stärker respektiert werden)
- Verhaltensbestätigung (Gefühl des Gebrauchtwerdens)
- Affekt (Zuneigung, Liebe)

## Kosten
- Direkte (Sorge um die Zukunft der eigenen Kinder)
- Indirekte (Opportunitätskosten) (Beruf und Familie vereinbaren)